# Ribeirão Bananal
O ribeirão Bananal, também conhecido como córrego do Bananal, é um curso de água do Distrito Federal, no Brasil.
Nasce no Parque Nacional de Brasília e, ao sair do parque, passa sob a Estrada Parque Indústria e Abastecimento (EPIA) antes de desaguar no lago Paranoá, próximo à ponte do Bragueto. O Bananal foi um dos cursos de água represados para a formação do lago.
É o principal rio da sub-bacia do ribeirão Bananal, pertencente à bacia hidrográfica do lago Paranoá.